# Lilymande
Lilymande est une série de bande dessinée de science-fiction de Kélilan.

## Synopsis
En 2085, un astéroïde a rapproché la Lune de la Terre, provoquant la montée des eaux, qui ont fini par recouvrir la presque totalité de la Terre. Seules deux îles restent émergées: Princip'île et Termin'île. Les survivants sont entassés là et dans des installations sous-marines.
Cinq siècles après cette catastrophe, Lily, amnésique, a été recueillie par des pêcheurs de Princip'île.

## Albums
- Éditions Paquet :

1. Princip'île, 2004  (ISBN 2-940334-36-6)[1],[2].
2. Le Chant d'Orca, 2005  (ISBN 2-88890-011-4).
3. Termin'île, 2007  (ISBN 978-2-88890-148-8)[3].